# Camp Muir
Pour les articles homonymes, voir Muir.
Le camp Muir est un refuge de montagne américain du comté de Pierce, dans l'État de Washington. Situé à 3 075 mètres d'altitude sur les pentes sud-est du mont Rainier, dans la chaîne des Cascades, il est protégé au sein du parc national du mont Rainier. Il est inscrit au Registre national des lieux historiques depuis le 13 mars 1991.
Il porte le nom de John Muir, un des premiers naturalistes américains, qui gravit le mont Rainier en 1888 et prôna la protection de la montagne.